# Jason Oost
Jason Oost (L'Aia, 10 ottobre 1982) è un allenatore di calcio ed ex calciatore olandese, di ruolo centrocampista o attaccante, responsabile del settore giovanile dello Sparta Rotterdam.

## Carriera

### Giocatore

#### Club

##### Gli inizi giovanili
Nato all'Aia, Oost inizia a giocare a calcio nell'SVV e nell'SCO '63, prima di passare alle giovanili del Feyenoord.

##### RKC Waalwijk
Nel 2002 si trasferisce all'RKC Waalwijk. Il 18 agosto 2002, alla prima giornata dell'Eredivisie 2002-2003, segna la sua prima rete in carriera nella vittoria per 4-2 contro il De Graafschap. Nella sua stagione d'esordio va a segno tre volte in 30 presenze totali, col Waalwijk che sfiora la qualificazione in Coppa UEFA.
Il 16 aprile 2005 segna la sua prima tripletta nella vittoria per 4-2 sempre contro il De Graafschap. In tre anni, Oost realizza a Waalwijk 12 reti in 84 presenze in campionato.

##### Sparta Rotterdam
Nell'estate 2005 passa allo Sparta Rotterdam, neopromosso in Eredivisie, con cui debutta il 12 agosto nella prima giornata di campionato, nella sconfitta per 3-0 ad Alkmaar contro l'AZ. L'11 settembre segna il primo gol con lo Sparta, la rete che sancisce la vittoria per 1-0 in casa del Groninga. La settimana successiva si ripete nel pareggio per 1-1 contro il Roosendaal e a fine stagione saranno otto le marcature in 30 partite di Eredivisie.

##### VVV-Venlo
Dopo un'altra annata a Rotterdam, il giocatore rifiuta il rinnovo con lo Sparta e il 2 agosto 2007 si aggrega così al VVV-Venlo, appena promosso in massima serie. Il 10 novembre 2007 marca la sua prima rete col club di Venlo proprio contro lo Sparta Rotterdam, sua ex squadra, nella partita vinta 2-0 all'undicesima giornata. I suoi sei gol e due assist non sono comunque sufficienti alla salvezza del VVV, che retrocede in serie cadetta dopo appena un anno in Eredivisie.

##### De Graafschap
Nel 2008 passa al Betaald Voetbal De Graafschap, mantenendo così la massima categoria. Marca i primi gol alla seconda e alla terza giornata dell'Eredivisie 2008-2009, contro Vitesse e ADO L'Aia. I suoi cinque gol a fine stagione non bastano ad evitare tuttavia una seconda retrocessione poiché perde lo spareggio contro il Waalwijk.

##### KVSK United
Rimasto svincolato, dopo essere stato vicino al trasferimento al N.E.C., nel 2009 Oost si aggrega al KVSK United, club di seconda divisione belga. Con la squadra, poi ridenominata Lommel United, l'attaccante gioca per due stagioni fino al 2011.

##### Excelsior
Nel 2011 viene acquistato dall'Excelsior. A fine ottobre subisce uno stiramento al muscolo addominale ed è costretto a rimanere diversi mesi fuori dal campo. Durante il periodo di riabilitazione, disputa qualche partita col Feyenoord Academy, le giovanili dell'altra squadra di Rotterdam.

##### Almere City
Nell'estate 2012 viene acquistato dall'Almere City, club di Eerste Divisie, dove scende in campo fin da subito con la fascia da capitano e prevalentemente nel ruolo di trequartista. Dalla stagione 2014-2015 gioca pure con l'Almere City under-21. In quattro annate ad Almere, Oost totalizza 126 partite complessive e 22 reti che lo rendono il settimo giocatore con più presenze nella storia del club.
Nel luglio 2016 viene annunciato il ritiro del giocatore a 33 anni, dopo 14 anni di carriera in cui ha segnato 51 gol in 339 partite. Poco tempo dopo ci ripensa e gioca la sua ultima stagione ai Quick Boys, prima di ritirarsi definitivamente nel 2017.

#### Nazionale
Il 15 ottobre 2002 gioca la sua partita d'esordio con l'Olanda under-21, entrando nel corso della partita pareggiata 1-1 a contro l'Austria, match di qualificazione agli Europei 2003. Con gli Jong Oranje disputa altre cinque presenze fino al 2003.

### Allenatore
Dopo il ritiro dal calcio giocato rimane nella società dell'Almere City, sua ultima squadra in carriera, diventando il vice-allenatore dello Jong Almere City. Nel 2020 è stato assistente dell'allenatore dell'RKC Waalwijk, mentre nel 2021 è ritornato in un altro club dove aveva militato in carriera, lo Sparta Rotterdam. Dopo una stagione da allenatore dello Jong Sparta, dal 2022 è il responsabile del settore giovanile della società di Rotterdam.